# Jack Williamson
Jack Stewart Williamson, född 29 april 1908, död 10 november 2006, var en amerikansk science fiction-författare. Han belönades 1975 med utmärkelsen SFWA Grand Master Award, numera kallad Damon Knight Memorial Grand Master Award, och 2001 med Nebulapriset för kortromanen The Ultimate Earth. Skrev under namnet Jack Williamson men har även använt pseudonymen Will Stewart.

## Utmärkelser
Asteroiden 5516 Jawilliamson är uppkallad efter honom.

## Svenska översättningar
- Universums sista oas (Dome around America) (översättning Börje Crona, Wennerberg, 1958)
- Rymdlegionen (The legion of space) (Lindfors, 1973)
- De yttersta världarna (The reefs of space) (tillsammans med Frederik Pohl) (översättning Gunilla Dahlblom & K. G. Johansson, Laissez faire, 1984)